# Mszana Dolna I (gmina)

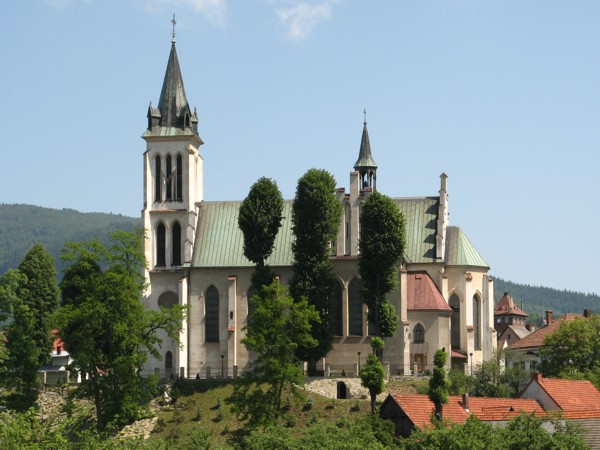
Kościół w Mszanie Dolnej

Mszana Dolna I (lub Mszana Dolna Pierwsza; od 1952 miejska Mszana Dolna) – dawna gmina wiejska istniejąca w latach 1934–1952 w woj. krakowskim (dzisiejsze woj. małopolskie). Siedzibą władz gminy była Mszana Dolna.
Gmina zbiorowa Mszana Dolna I została utworzona 1 sierpnia 1934 roku w powiecie limanowskim w woj. krakowskim z dotychczasowych jednostkowych gmin wiejskich: Mszana Dolna i Słomka. Nazwa Mszana Dolna I została użyta, aby gminę móc odróżnić od sąsiedniej wiejskiej gminy Mszana Dolna II, również z siedzibą w Mszanie Dolnej.
Jako gmina wiejska, jednostka została zniesiona z dniem 1 lipca 1952 roku w wyniku nadaniu jej praw miejskich (wraz ze skreśleniem oznaczenia cyfrowego jako integralnej części nazwy gminy).